# Omer (noviny)
Omer (hebrejsky: עומר, Snop) byl hebrejský psaný deník vycházející v Izraeli od roku 1950.
Byl založen roku 1950. Za vznikem deníku stála odborová organizace Histadrut. Ta vydávala také mnohem čtenější deník Davar. Omer byl určen pro nové židovské imigranty a byl proto pro lepší srozumitelnost tištěn včetně hebrejských znamének pro samohlásky. Ještě dle údajů k roku 1964 deník stále vycházel. Vydávání deníku Omer bylo součástí snahy strany Mapaj, dominantní politické síly v Izraeli v 50. letech 20. století, oslovit politicky i nové imigranty. Kromě Omeru vycházel v podobné zjednodušené podobě pro potřeby přistěhovalců i hebrejský list le-Matchil. Podle studie z roku 1995 ale tento způsob stranické tiskové agitace neměl mezi přistěhovalci významnější ohlas.